# Luigi Bassi
Luigi Bassi (ur. 4 września 1766 w Pesaro, zm. 13 września 1825 w Dreźnie) – włoski śpiewak, baryton.

## Życiorys
Studiował w Senigallii u Pietra Morandiego, na scenie zadebiutował w wieku 13 lat. Przez pewien czas działał we Florencji, następnie w latach 1784–1806 występował w Pradze. W 1787 roku kreował napisaną specjalnie dla niego tytułową rolę w prapremierowym przedstawieniu opery W.A. Mozarta Don Giovanni. Od 1806 do 1814 roku przebywał w Wiedniu na dworze księcia Lobkowitza. Od 1815 roku działał w Dreźnie jako reżyser włoskich przedstawień operowych.